# (4755) Nicky
(4755) Nicky es un asteroide que forma parte del cinturón de asteroides y fue descubierto por Clyde William Tombaugh desde el Observatorio Lowell, en Flagstaff, Estados Unidos, el 6 de octubre de 1931.

## Designación y nombre
Nicky recibió al principio la designación de 1931 TE4.
Más adelante, en 1991, se nombró en honor de Nichole Tombaugh, una nieta del descubridor.

## Características orbitales
Nicky está situado a una distancia media del Sol de 2,284 ua, pudiendo alejarse hasta 2,853 ua y acercarse hasta 1,715 ua. Tiene una inclinación orbital de 3,087 grados y una excentricidad de 0,249. Emplea 1261 días en completar una órbita alrededor del Sol.

## Características físicas
La magnitud absoluta de Nicky es 13,9 y el periodo de rotación de 5,057 horas.